# Darrell Pasloski
Darrell Thomas Pasloski, né le 2 décembre 1960 à Winnipeg au Manitoba, est un pharmacien, homme d'affaires et homme politique canadien. De 2011 à 2016, il est chef du Parti du Yukon et premier ministre du Yukon.

## Biographie

### Carrière politique
Lors des élections fédérales canadiennes de 2008, Darrell fait campagne en vue d'obtenir un siège à la Chambre des communes du Canada sous la bannière du Parti conservateur. Il termine en deuxième place après une chaude lutte contre Larry Bagnell dans une course à quatre dans la circonscription électorale de Yukon située dans le territoire du même nom.
En 2011, il fait campagne pour l'élection à la chefferie du Parti du Yukon, un parti territorial au Yukon et gagne à l'assemblée d'investiture du 28 mai 2011 contre le député de Porter Creek Nord, Jim Kenyon, et l'homme d'affaires Rod Taylor. Le nouveau chef du Parti du Yukon est assermenté comme premier ministre du territoire le 11 juin suivant même s'il ne siège pas comme député à l'Assemblée législative du Yukon au moment de son investiture. Lors des élections générales d'octobre 2011, il gagne un siège comme député de la nouvelle circonscription électorale de Mountainview en même temps que son parti obtient un troisième gouvernement majoritaire.
Le 7 novembre 2016, son parti est défait par le Parti libéral du Yukon lors des élections générales et il est lui-même défait dans sa circonscription. Il démissionne de la chefferie du Parti du Yukon le soir de la défaite.

## Condamnation
Darrell comparaît en cour dans le territoire du Yukon et plaide coupable à une accusation le 7 septembre 2005 après que la succursale numéro 299 de Shoppers Drug Mart, opérant sous la corporation intitulée « Darrell Pasloski Pharmacy Ltd. », ait été prise à vendre des produits de tabac à un mineur. Le commerçant avait été averti une première fois en novembre 2002. Pris sur le fait une deuxième fois le 23 octobre 2004, le commerce a dû faire face à une accusation. Sa compagnie fut condamnée à payer une amende de 400 dollars en vertu de la loi sur la vente du tabac du Yukon.